# Hans Strutz
Hans Strutz (* 20. November 1926 in Köslin; † 24. April 2019 in Schwerin) war ein deutscher Museologe und ehemaliger Direktor des Staatlichen Museums Schwerin.

## Leben
Hans Strutz stammte aus einer Arbeiterfamilie. Nach dem Besuch der Volksschule machte er eine Ausbildung bei der Stadtverwaltung Köslin. 1944/45 leistete er Dienst im Reichsarbeitsdienst und in der Wehrmacht.
Die Familie kam als Flüchtlinge nach Schwerin. Hier trat Hans Strutz 1946 der SED bei. Ab 1947 war er „an verschiedenen staatlichen und gesellschaftlichen Institutionen auf kulturellem Gebiet tätig“. Die Partei ermöglichte ihm ein Studium am Institut für Gesellschaftswissenschaft beim ZK der SED. 1969 wurde er hier mit einer Dissertation Zur kulturpolitischen Bedeutung des Verhältnisses von Freiheit und Kunst in der sozialistischen Gesellschaft der Deutschen Demokratischen Republik zum Dr. phil. promoviert.
1974 wurde er zum Direktor des Staatlichen Museums Schwerin berufen. Er war verantwortlich für eine Reihe von Bestandskatalogen und baute die Ausstellungstätigkeit aus. In seiner Amtszeit erhielt das Staatliche Museum 1985 eine neue Struktur. Neben dem historischen Gebäude am Alten Garten war das Museum nun auch verantwortlich für die Schlösser Schwerin, Güstrow und Ludwigslust und deren Parks und Gärten.
Nach der Wende wurde Strutz in den Ruhestand versetzt.